# Гірняк крейдяний
Гірняк крейдяний (Erebia calcaria) — вид метеликів родини сонцевиків (Nymphalidae).

## Поширення
Трапляється лише в Альпах на межі Італії, Словенії та Австрії (Венетські Альпи, Юлійські Альпи та гори Караванке). Знайдений на альпійських луках на висотах від 1350 до 2000 м.

## Спосіб життя
Вид мешкає на південних відкритих схилах з альпійськими луками, вкрапленими скелями. Ці метелики активні лише тоді, коли світить сонце. Вони летять близько до землі, час від часу відвідують квіти і багато часу проводять, відпочиваючи на скелях. Самиця відкладає яйця на сухі стебла трави, прямо над землею. Гусениці харчуються травою Nardus stricta та Festuca spp.

## Охорона
Erebia calcaria охороняється в Європі і занесений до Додатку ІІ Бернської конвенції (охоронна категорія: вид підлягає особливій охороні), а також до Директиви Європейського Союзу 92/43/ЄС «Про збереження природних оселищ та видів природної фауни і флори» (Додаток ІІ. Види рослин і тварин, що становлять особливий інтерес для Європейського Союзу, збереження яких потребує створення територій особливої охорони).